# Луцій Ацилій Руф
Луцій Ацилій Руф (? — після 107) — державний діяч Римської імперії, консул-суффект 107 року.

## Життєпис
Походив з роду Ациліїв з м. Гімерові Терми (сучасне Терміні-Імерезе) на Сицилії. Син Луція Ацилія Руфа. Свою кар'єру розпочав у судах. У 106 році захищав мешканців провінції Віфінія та Понт від зловживань з боку проконсула Варена Руфа. У 107 році став консулом-суффектом. Подальша доля невідома.